# Mouvement socialiste panhellénique
Le PASOK (en grec : ΠΑ.ΣΟ.Κ., acronyme de Πανελλήνιο Σοσιαλιστικό Κίνημα / Panellínio Sosialistikó Kínima, « mouvement socialiste panhellénique ») est un parti politique grec, social-démocrate. Le PASOK est membre du Parti socialiste européen et de l'Internationale socialiste.

## Histoire

### 1974-1981: du retour de la démocratie à la conquête du pouvoir
À la chute de la dictature des colonels en août 1974, la démocratie est rétablie et les partis sont officiellement autorisés : très vite, Andréas Papandréou, le fils du dirigeant libéral Geórgios Papandréou, qui vient de rentrer d'exil, appelle au rassemblement des forces politiques de la gauche. Le 3 septembre 1974, le PASOK est officiellement fondé. Les mots d'ordre du nouveau parti sont l'« indépendance nationale », le « pouvoir au peuple » et la « libération sociale ». Le PASOK présente pour la première fois des candidats aux élections législatives de novembre 1974 et obtient 13,5 % des voix (15 députés sur un total de 300 au Parlement grec), arrivant troisième derrière la Nouvelle Démocratie de Konstantínos Karamanlís et l'Union du Centre - Nouvelles Forces (EK-ND), dirigé par George Mavros.
Aux élections de 1977, le PASOK parvient à dépasser l'EK-ND faisant élire 92 députés (soit 25,3 % des voix), devenant ainsi le principal parti d'opposition du pays.

### 1981-1989: le Mouvement au pouvoir
Aux élections législatives d'octobre 1981, après une campagne menée par Andréas Papandréou aux cris de « Changement ! » et « La Grèce aux Grecs ! », le PASOK entre dans l'histoire en remportant 48 % des suffrages (173 députés) et peut ainsi former le premier gouvernement de gauche en Grèce depuis 1924. Il s'agissait de quelque chose d'extraordinaire dans l'histoire d'un pays ayant connu une guerre civile et ne reconnaissant pas encore à cette époque les résistants de la seconde guerre mondiale. Malgré ses prises de position de campagne en faveur d'un retrait de la Grèce de l'OTAN et de la CEE, Papandréou changea par la suite ses relations avec ces deux organisations. Les cris de ralliement lors des élections étaient hors de l'OTAN : ''éxo apó to NATO et hors de la CEE : ''éxo apó tin Evrópi.
Plus tard se produisit l'incident du Sismik. La Turquie envoya un navire faire des recherches géologiques dans ce que la Grèce considère être ses eaux territoriales. Il y eut mobilisation générale et la Grèce se retira de l'OTAN. Le laps de temps que la Grèce passa hors de l'OTAN fut très court et complètement occulté dans les autres pays dépendant de cette même OTAN mais la réaction fut immédiate, la Turquie retira le Sismik.
En 1984, Andréas Papandréou est réélu président du parti au cours du 1er Congrès du PASOK, avec Geórgios Gennimatás comme dauphin officiel. Un an plus tard, le PASOK remporte à nouveau les élections législatives en parvenant à ne perdre que trois points par rapport à son score de 1981 (45 % et 161 députés), ce qui lui permet de se maintenir au gouvernement et d'engager une importante réforme de la Constitution, réduisant les pouvoirs du président de la république et renforçant ceux du premier ministre. Le Code civil est également modifié et les mariages civils sont autorisés en Grèce pour la première fois. Au cours de ces deux législatures, le PASOK s'emploie, en tant que parti gouvernemental, à développer les infrastructures à petite et moyenne échelle dans l'ensemble du pays et à moderniser les petites entreprises, notamment dans le domaine de l'agriculture et du tourisme.
Mais dès 1988, la popularité du gouvernement et du parti, affaibli par la mauvaise santé de son chef Andréas Papandréou, chute, du fait notamment de son implication dans plusieurs scandales économico-politiques (l'affaire Koskotas, entre autres) et, sans surprise, le PASOK perd les élections de juin 1989 en ne rassemblant que 40 % des voix contre 45 % pour la Nouvelle Démocratie.

### 1989-1993: grande coalition et opposition
Prévoyant sa défaite, le gouvernement avait modifié en 1988 la Constitution, rendant ainsi difficile la formation d'un gouvernement, en cas de victoire serrée d'un parti aux législatives. La Nouvelle Démocratie n'ayant obtenu en juin que cinq points d'avance sur son concurrent, de nouvelles élections sont organisées en novembre 1989 auxquelles le PASOK obtient un score presque identique. Un gouvernement d'union nationale entre le PASOK, la Nouvelle Démocratie et le Synaspismós (coalition de gauche, dissidence du Parti communiste de Grèce) est formé. Dès sa formation, il ne devait durer que trois mois, en effet à cette date devait avoir lieu l'élection présidentielle et aucun des partis n'ayant la majorité nécessaire pour l'élire (181/300) ni ne voulant aller plus avant dans une coalition, il allait y avoir de nouvelles élections législatives 1990. Les nouvelles élections sont remportées de justesse par Nouvelle Démocratie, le PASOK n'arrivant que deuxième avec 39 % des voix. La Néa Demokratía n'a cependant que 151 sièges sur 300.

### 1993-2004: une décennie au pouvoir
Malgré l'implication d'Andréas Papandréou dans un nouveau scandale économique (affaire de la Banque de Crète), le PASOK remporte les élections organisées en 1993 avec 47 % des voix et Papandréou redevient premier ministre.
En 1995, le parti traverse une grave crise interne qui voit Dimitris Tsovolas démissionner du Comité central pour fonder son propre parti, le DI.K.KI (Mouvement démocratique social) tandis qu'Andréas Papandréou est hospitalisé en raison de graves problèmes de santé. Après trois mois au cours desquels il continue à diriger le pays depuis son lit d'hôpital, il est contraint à la démission le 17 janvier 1996. Le lendemain, Konstantínos Simítis est désigné par le parti pour le remplacer à la tête du gouvernement. Représentant de l'aile pro-européenne du parti, il avait pour concurrent direct au sein du PASOK Ákis Tsochatzópoulos, considéré comme le successeur légitime de Papandréou. Quelques jours après sa désignation, Simitis doit affronter la plus grave crise diplomatique qu'ait connu le pays depuis 1974, la crise dite « Imia/Kardak », du nom des îlots disputés par la Grèce et la Turquie. Accusé de faiblesse face à la Turquie et surtout d'être trop à l'écoute des États-Unis, Costas Simitis est néanmoins élu président du PASOK en 1996 et mène son parti à une nouvelle (très courte) victoire aux élections de septembre 1996 avec 41,5 % des voix contre 40 % pour la Nouvelle Démocratie. Le parti remporte à nouveau les élections de 2000 avec 43,8 % des voix, au terme d'une campagne très serrée. Malgré trois grands succès enregistré au cours des deux dernières législatures (1997 : obtention par Athènes de l'organisation des Jeux olympiques de 2004, 2001 : admission définitive de la Grèce dans la zone euro, 2002 : démantèlement de l'organisation terroriste « 17-Novembre ») et surtout malgré le remplacement, peu avant les élections de 2004, de Konstantínos Simítis à la tête du parti par Giórgos Papandréou, fils du charismatique fondateur du parti censé rallier les nostalgiques de son père déçus par la politique de Simitis le PASOK ne parvient pas à se maintenir au pouvoir et se retrouve dans l'opposition pour la première fois depuis 11 ans tandis que la Nouvelle Démocratie accède au pouvoir.

### Défaite de 2007 et ses répercussions
La Nouvelle Démocratie dirigée par Kóstas Karamanlís sort à nouveau victorieuse des élections législatives du 16 septembre 2007, remportant 152 sièges. Le PASOK ne totalise que 38,1 % des suffrages (son plus faible résultat depuis près de 30 ans) et n’obtient que 102 sièges. Ce mauvais résultat conduit à une remise en cause du leadership de George Papandreou et à l’élection d’un nouveau dirigeant par les adhérents du PASOK. George Papandreou doit affronter la concurrence du Pr Evángelos Venizélos (député de Thessalonique et numéro deux du parti) et de Costas Scandalides. Néanmoins, il est reconduit à son poste à l’issue du scrutin du 11 novembre 2007.
En mars 2008, le 8e congrès du PASOK est marqué par une nouvelle stratégie de reconquête du pouvoir : l'alliance avec le Synaspismos. George Papandréou défend la conception d'un « État social qui garantit le développement » comme « condition indispensable pour la création d'un nouveau modèle de développement qui apportera la confiance au citoyen ».

### Victoire de 2009 et la gestion de la crise de la dette
Le PASOK remporte 3 012 373 voix, soit 43,92 % (+ 5,82) et 160 députés à la Vouli (+ 58), obtenant ce faisant 53,33 % des députés et la majorité absolue.
Après la victoire de 2009, Giórgos Papandréou devient premier ministre et forme un gouvernement exclusivement formé de membres du Pasok.
L'état réel des finances laissé par son prédécesseur, Kóstas Karamanlís, ne lui permet pas de respecter son programme de campagne. Il mène alors une politique d'austérité. À partir du 15 juin 2011, la Grèce est fortement touchée par une vague de protestation qui s'étend dans tout le pays. Sous la pression des dirigeants européens, isolé, dans ce contexte de crise économique et sociale, Geórgios Papandréou démissionne de son poste le 9 novembre 2011.
Il est remplacé par Loukás Papadímos qui forme un gouvernement d'union nationale avec le Mouvement socialiste panhellénique (PASOK), la Nouvelle Démocratie (ND) et l'Alerte populaire orthodoxe (LAOS) et continue la politique d'austérité menée depuis 2009.
La Grèce est de nouveau fortement touchée par une vague de protestations qui s'étend dans tout le pays, et des ministres en place démissionnent. Le porte-parole du gouvernement annonce en février 2012 la tenue d'élections anticipées pour le mois d'avril, comme prévu par l'accord ayant conduit au gouvernement d'union nationale.

### Depuis 2012: chute

#### Catastrophe électorale de 2012

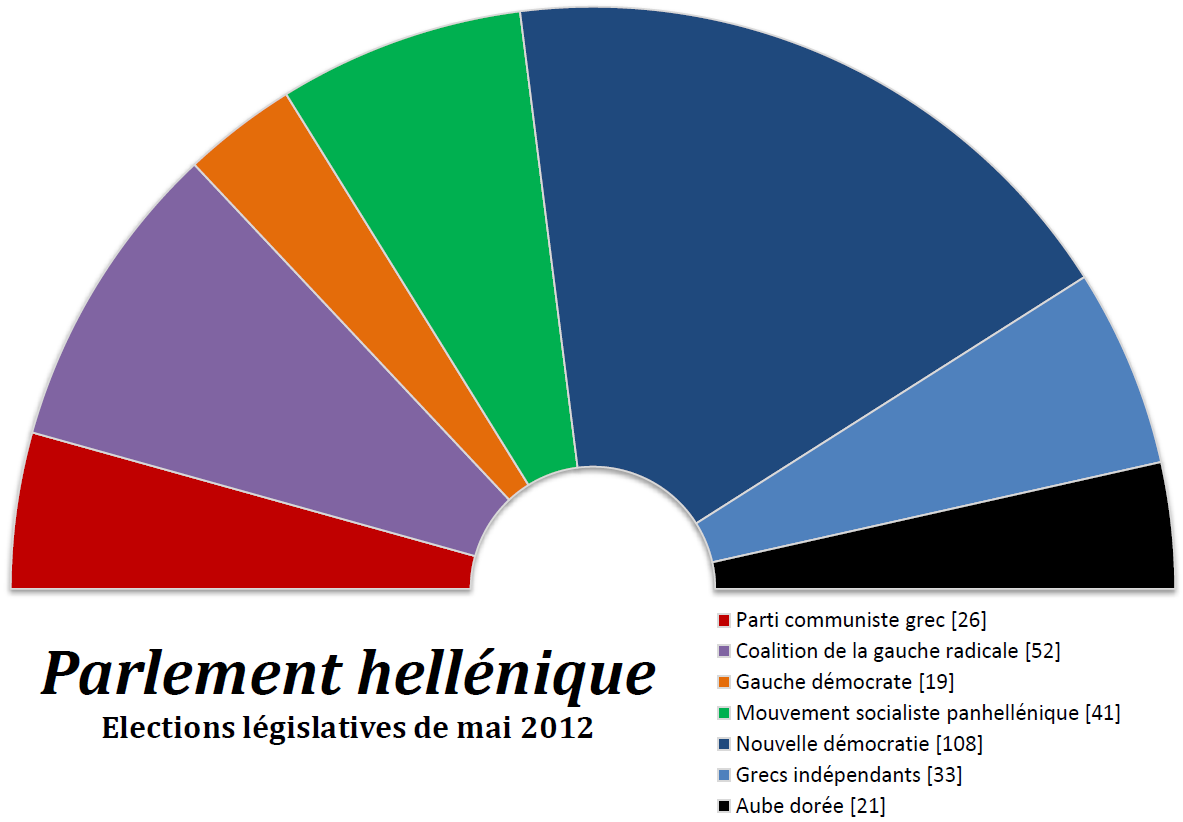
Élections de mai 2012 — Le Pasok en vert.

Les élections législatives ont finalement lieu le 6 mai 2012. Le PASOK en est le grand perdant avec 13,18 % des voix et 41 députés, en baisse de 119 sièges (43,92 % et 160 sièges en 2009).
En juin 2012, avec 12,28 % des voix et 33 députés, le PASOK continue sa descente aux enfers en perdant encore huit sièges.
À la suite de ces dernières élections, le PASOK forme une coalition gouvernementale quasiment identique à la précédente, avec la Nouvelle Démocratie et la DIMAR afin de gouverner le pays et remplir ses « obligations internationales », autrement dit continuer à appliquer le programme de la troïka,.

#### Élections européennes de mai 2014
En vue des élections européennes de 2014, en mars 2014, le PASOK annonce une coalition baptisée L'Olivier avec des petits partis de centre gauche. Le parti paye sa participation au gouvernement Samarás : le résultat confirme son déclin, le PASOK obtenant seulement 8,02 % des suffrages et deux députés européens sur 21.

#### Élections législatives de 2015
Pour des articles plus généraux, voir Élections législatives grecques de janvier 2015 et Élections législatives grecques de septembre 2015.
Laminé par son alliance gouvernementale avec son ancien rival de Nouvelle Démocratie, le PASOK ne joue plus, au vu des intentions de vote dans cette élection, qu'un rôle marginal. Alors que les sondages lui donnent moins de 4 % des voix, Giórgos Papandréou, son ancien leader, décide le 3 janvier 2015 de faire dissidence et crée le Mouvement des socialistes démocrates (Kínima).
En raison de cette scission, le PASOK risque de ne pas parvenir à franchir le seuil requis des 3 % pour intégrer le Parlement grec et donc de disparaitre de la vie politique nationale.
Afin de se sauver, le PASOK indique, la veille des élections, qu'il est prêt à soutenir un gouvernement de SYRIZA. Lors de ces élections, le PASOK recueille 4,68 % des suffrages et 13 sièges à la Vouli, un résultat en baisse de 61,90 % par rapport à la précédente élection. À la suite de ce scrutin, et jusqu'à celui de septembre, il est le plus petit parti du parlement grec en nombre de sièges, à égalité avec les Grecs Indépendants. C'est une nouvelle déroute pour le PASOK qui paie les pots cassés de la politique de rigueur qu'il a mené dans le gouvernement Samarás. Il ne joue plus, désormais, qu'un rôle de figurant en atteignant son plus bas score historique.
En vue des élections législatives anticipées de septembre 2015, le PASOK fonde en août la Coalition démocratique avec la Gauche démocrate (DIMAR). Cette alliance finit quatrième avec 6,28 % des voix, et remporte 17 sièges.

### 2017-2018: Union des partis de centre gauche
Un nouveau parti est annoncé en juillet 2017 pour la fin de l'année. Il s'agira d'un parti regroupant le PASOK, la Gauche démocrate, La Rivière, le Mouvement des socialistes démocrates de l'ancien Premier ministre Giórgos Papandréou et des petits partis affiliés à la Coalition démocratique.
Le congrès fondateur est prévu pour le printemps 2018.
Une primaire pour élire le président du nouveau parti a eu lieu les 12 et 19 novembre 2017. Neuf candidats sont en lice. La présidente du PASOK, Fófi Gennimatá, est élue avec 56 % des suffrages au second tour face au député européen Níkos Androulákis (PASOK).
Le 28 novembre 2017, le nouveau parti est baptisé Mouvement pour le changement.

## Dirigeants
| Rang | Nom                  | Photo                | Début du mandat  | Fin du mandat   |
| ---- | -------------------- | -------------------- | ---------------- | --------------- |
| 1er  | Andréas Papandréou   | Andréas Papandréou   | 3 septembre 1974 | 23 juin 1996    |
| 2e   | Konstantínos Simítis | Konstantínos Simítis | 30 juin 1996     | 8 février 2004  |
| 3e   | Giórgos Papandréou   | Giórgos Papandréou   | 8 février 2004   | 18 mars 2012    |
| 4e   | Evángelos Venizélos  | Evángelos Venizélos  | 18 mars 2012     | 14 juin 2015    |
| 5e   | Fófi Gennimatá       | Fófi Gennimatá       | 14 juin 2015     | 25 octobre 2021 |
| 6e   | Níkos Androulákis    | Níkos Androulákis    | 12 décembre 2021 | En fonction     |

## Résultats électoraux

### Élections parlementaires
| Année      | Voix      | %     | Sièges    | Rang | Gouvernement                   |
| ---------- | --------- | ----- | --------- | ---- | ------------------------------ |
| 1974       | 666 413   | 13,58 | 12 / 300  | 3e   | Opposition                     |
| 1977       | 1 300 025 | 25,34 | 93 / 300  | 2e   | Opposition                     |
| 1981       | 2 726 309 | 48,07 | 172 / 300 | 1er  | A. Papandréou I                |
| 1985       | 2 916 735 | 45,82 | 161 / 300 | 1er  | A. Papandréou II               |
| 06/1989    | 2 551 518 | 39,13 | 125 / 300 | 2e   | Opposition                     |
| 11/1989    | 2 724 334 | 40,67 | 128 / 300 | 2e   | Zolótas                        |
| 1990       | 2 543 042 | 38,61 | 123 / 300 | 2e   | Opposition                     |
| 1993       | 3 235 017 | 46,88 | 170 / 300 | 1er  | A. Papandréou III et Simitis I |
| 1996       | 2 814 779 | 41,49 | 162 / 300 | 1er  | Simítis II                     |
| 2000       | 3 007 596 | 43,79 | 158 / 300 | 1er  | Simítis III                    |
| 2004       | 3 002 531 | 40,55 | 117 / 300 | 2e   | Opposition                     |
| 2007       | 2 727 279 | 38,10 | 102 / 300 | 2e   | Opposition                     |
| 2009       | 3 012 542 | 43,92 | 160 / 300 | 1er  | G. Papandréou et Papadímos     |
| 05/2012    | 833 452   | 13,18 | 41 / 300  | 3e   | Gouvernement intérimaire       |
| 06/012     | 756 024   | 12,28 | 33 / 300  | 3e   | Gouvernement Samarás           |
| 01/2015    | 289 469   | 4,68  | 13 / 300  | 7e   | Opposition                     |
| 09/2015[a] | 341 732   | 6,29  | 16 / 300  | 4e   | Opposition                     |
| 2019[b]    | 457 623   | 8,10  | 19 / 300  | 3e   | Opposition                     |
| 05/2023[c] | 676 166   | 11,46 | 40 / 300  | 3e   | Gouvernement intérimaire       |
| 06/2023[d] | 617 059   | 11,85 | 31 / 300  | 3e   | Opposition                     |

- ^ Liste commune avec DIMAR au sein de la Coalition démocratique (17 sièges).
- ^ Score du Mouvement pour le changement (22 sièges).
- ^ Score du PASOK - Mouvement pour le changement (41 sièges).
- ^ Score du PASOK - Mouvement pour le changement (32 sièges).

### Élections européennes
| Année | Sièges  | Voix    | Rang | Groupe |
| ----- | ------- | ------- | ---- | ------ |
| 1981  | 10 / 24 | 40,12 % | 1er  | PSE    |
| 1984  | 10 / 24 | 41,58 % | 1er  | PSE    |
| 1989  | 9 / 24  | 35,96 % | 2e   | PSE    |
| 1994  | 10 / 25 | 37,64 % | 1er  | PSE    |
| 1999  | 9 / 25  | 32,91 % | 2e   | PSE    |
| 2004  | 8 / 24  | 34,03 % | 2e   | PSE    |
| 2009  | 8 / 22  | 36,64 % | 1er  | S&D    |
| 2014  | 2 / 21  | 8,02 %  | 4e   | S&D    |
| 2019  | 2 / 21  | 7,72 %  | 3e   | S&D    |
| 2024  | 3 / 21  | 12,79 % | 3e   | S&D    |